# Милан Гутовић
Милан „Лане“ Гутовић (Умка, код Београда, 11. август 1946 — Београд, 25. август 2021) био је српски и југословенски филмски, телевизијски и позоришни глумац и водитељ.

## Биографија
Његов отац рођен је у селу Горње Рудинице, Плужине. Породица Гутовић припада српском племену Пивљани. Мајчина страна породице (девојачко Чарапић) пореклом је из Ивањице.
Матурирао је у Електротехничкој школи „Никола Тесла”, када и стиче надимак Лане, и испрва уписао Природно-математички факултет Универзитета у Београду (ПМФ). Академију за позориште, филм, радио и телевизију y Београду завршио је 1967. године. Био је један од чувених Бојанових беба, заједно са својим колегама са класе (Јосиф Татић, Светлана Бојковић, Иван Бекјарев, Ђурђија Цветић, Танасије Узуновић) које је Бојан Ступица примио у стални ангажман Југословенског драмског позоришта (ЈДП), јер је примљен пре тога. Првак драме Народног позоришта у Београду постаје 2006. године. Пензионисан је крајем децембра 2011. године.
Живео je y Београду, отац је ћерке Милице и Невене, синова Јанка и Спасоја.
Средином августа 2021. године је примљен у болницу након наглог погоршања здравственог стања. Преминуо је 25. дана истог месеца на Војномедицинској академији (ВМА), услед респираторних проблема. Сахрањен је у порти Цркве Свете Тројице у Кумодражу уз присуство колега, пријатеља и поштовалаца његовог лика и дела.
Био је критичар председника Србије Александра Вучића и његовог режима.
Гутовић је у јавности давао подршку интегритету и легитимности Републике Српске.
О Гутовићем животу је Татјане Њежић написала монографију објављену крајем септембра 2023.

### Позориште
Играо је у представама „Протекција”, „Кад су цветале тикве”, „Буба у уху”, „Ружење народа у два дела" „За ким звоно звони”, „Пучина”, „Колубарска битка”, „Ваљевска болница”, „Народни посланик”, „Отело", "Путујуће позориште Шопаловић", „Родољупци", „Лажни цар Шћепан Мали", „Гагаринов пут", „Ко се боји Вирџиније Вулф", „Вечера будала", „Шупљи камен" итд. Неке од тих улога донеле су му бројне награде и признања.
Последње две деценије игра свој „Кабаре”, са којим је гостовао широм света.
Вратио се у Југословенско драмско позориште, где од 2020. године има улогу у представи „Путујуће позориште Шопаловић”.

### Филм
Филмску каријеру започиње 1968. године у филму Радоша Новаковића Бекства, након које је уследио богати кинематографски опус. Веће споредне и епизодне улоге је играо у неколико филмова као што су СБ затвара круг и Повратак отписаних. Прву главну улогу игра 1979. у филму Миће Милошевића Другарчине, који га је ангажовао и 1981. за филм Лаф у срцу,, чији су сценарио писали Синиша Павић и Љиљана Павић, где се епизодно појавио као Срећко Шојић. Годину дана касније, одлучују да његов лик прошире и снимају филм Тесна кожа, где је са Николом Симићем играо једну од главних улога која је доживела енормну гледаност, те због тога снимају наставке 1987, 1988, 1991. Осим тога веће и главне улоге остварује и у филмовима Ерогена зона, Дебели и мршави, Црна Марија, Мајстор и Шампита, Шпијун на штиклама, Условна слобода и Седам и по.

### Телевизија
Прву већу улогу на телевизији остварује 1971. у серији Синише Павића Дипломци. Већу популарност стиче као Ђанкарло Мароти у Бољем животу и Драгослав у Отвореним вратима. Наступио је у више од 400 епизода серије Пустолов, која је емитована на РТС-у, као програм за децу и младе. Највећу популарност на телевизији је стекао 2006. године у ТВ серији Бела лађа када је поново заиграо лик Срећка Шојића из Тесне коже, који је играо до 2011.
Био је водитељ и аутор неколико емисија и кратких хумористичко-сатиричних прилога на Телевизији Пинк, ТВ Фокс и РТС. Његове најпознатије емисије су Орално доба и Не може да шкоди.

## Награде
- Статуета Ћуран, за улогу Владимира у представи Пучина, 1978. године
- Стеријина награда, за улогу Владимира у представи Пучина, 1978. године
- Награда Зоран Радмиловић, за улогу Уче у драми „Ружење народа у два дела, 1988. године
- Нушићева награда, за животно дело глумцу комичару, 2005. године
- Награда Цар Константин, за најбољу главну улогу у филмовима Условна слобода и Седам и по на 41. Филмским сусретима у Нишу, 2006. године
- Награда Раша Плаовић, за улогу Фалстафа у представи „Веселе жене виндзорске”, 2007. године
- Награда Backstage, додељена 2014. од стране најгледанијег македонског естрадног ТВ магазина, који се свакодневно емитује на првом каналу Македонске Радио Телевизије, за улогу Срећка Шојића у филму Тесна кожа, који је најрепризиранији страни филм у земљи и филмски фаворит македонске публике.[20]
- Златни ћуран, за животно дело глумцу комичару, 2019. године

## Улоге

### Позоришне представе
| Наслов                                 | Улога                                                         | Редитељ                | Позориште                       | Премијера           |
| -------------------------------------- | ------------------------------------------------------------- | ---------------------- | ------------------------------- | ------------------- |
| Смрт Уроша V                           | Никола                                                        | Мирослав Беловић       | Југословенско драмско позориште | 11. новембар 1967.  |
| Јунона и паун                          | II добровољац                                                 | Боро Драшковић         | Југословенско драмско позориште | 8. фебруар 1968.    |
| Пожар страсти                          | Ада                                                           | Мирослав Беловић       | Југословенско драмско позориште | 17. април 1968.     |
| Мудра глупача                          | Леандро                                                       | Бојан Ступица          | Југословенско драмско позориште | 1. октобар 1968.    |
| Протекција                             | Светислав                                                     | Мата Милошевић         | Југословенско драмско позориште | 9. јануар 1969.     |
| Краљевић Марко                         | Хришћански изасланик                                          | Арсеније Јовановић     | Југословенско драмско позориште | 23. март 1969.      |
| Пантологија или млеко мудрости         |                                                               | Петар Теслић           | Атеље 212                       | 14. април 1969.     |
| Кад су цветале тикве                   | Драганче Стојиљковић                                          | Боро Драшковић         | Југословенско драмско позориште | 6. октобар 1969.    |
| Пигмалион                              | Фреди                                                         | Стево Жигон            | Југословенско драмско позориште | 12. новембар 1969.  |
| Омер и Мерима                          | Омер                                                          | Мирослав Беловић       | Југословенско драмско позориште | 21. јануар 1970.    |
| Хамлет, дански краљевић                | Розенкранц                                                    | Стево Жигон            | Југословенско драмско позориште | 22. јануар 1971.    |
| Спасени                                | Фред                                                          | Зоран Ратковић         | Југословенско драмско позориште | 3. март 1971.       |
| Буба у уху                             | Камиј Шандебиз                                                | Љубиша Ристић          | Југословенско драмско позориште | 7. јун 1971.        |
| Јелисавета кнегиња црногорска          | Бошко                                                         | Миленко Маричић        | Југословенско драмско позориште | 20. јануар 1972.    |
| За ким звоно звони                     | Рафаел                                                        | Мирослав Беловић       | Југословенско драмско позориште | 24. март 1972.      |
| Беле ракете лете на Амстердам          | Брумен                                                        | Димитрије Јовановић    | Југословенско драмско позориште | 15. октобар 1972.   |
| Маратонци трче почасни круг            | Мирко Топаловић                                               | Љубомир Драшкић        | Атеље 212                       | 26. фебруар 1973.   |
| Ех, то време такмичења                 | Фил Романо                                                    | Димитрије Јовановић    | Југословенско драмско позориште | 15. децембар 1973.  |
| Насловна страна                        | Хилди Џонсон                                                  | Димитрије Јовановић    | Југословенско драмско позориште | 13. јун 1976.       |
| Пучина                                 | Владимир Недељковић                                           | Дејан Мијач            | Југословенско драмско позориште | 8. мај 1977.        |
| Отело                                  | Јаго                                                          | Стево Жигон            | Југословенско драмско позориште | 25. новембар 1977.  |
| Трилогија о летовању                   | Гуљелмо                                                       | Паоло Мађели           | Југословенско драмско позориште | 1. октобар 1978.    |
| Сумрак                                 | Бења                                                          | Јежи Јароцки           | Југословенско драмско позориште | 14. новембар 1979.  |
| Ноћас је ноћ                           | Гембеш                                                        | Миленко Маричић        | Југословенско драмско позориште | 24. октобар 1981.   |
| Колубарска битка                       | Крста Смиљанић                                                | Арсеније Јовановић     | Југословенско драмско позориште | 29. новембар 1983.  |
| Мали принц                             | Краљ, Уображенко, Пијанац, Пословни човек, Географ, Фењерџија | Медина Карлос          | Југословенско драмско позориште | 19. септембар 1984. |
| Путујуће позориште Шопаловић           | Филип Трнавац                                                 | Дејан Мијач            | Југословенско драмско позориште | 10. октобар 1985.   |
| Кабаре                                 |                                                               | Милан Гутовић          | Југословенско драмско позориште | 20. јануар 1986.    |
| Родољупци                              | Смрдић                                                        | Дејан Мијач            | Југословенско драмско позориште | 31. мај 1986.       |
| Ревизор                                | Христијан Ивановић                                            | Дејан Мијач            | Југословенско драмско позориште | 7. март 1987.       |
| Олуја                                  | Стефано                                                       | Дејан Мијач            | Југословенско драмско позориште | 25. јул 1987.       |
| Ружење народа у два дела               | Уча                                                           | Дејан Мијач            | Југословенско драмско позориште | 25. децембар 1988.  |
| Ваљевска болница                       | Гаврило Станковић                                             | Дејан Мијач            | Југословенско драмско позориште | 31. јануар 1989.    |
| У потрази за Марселом Прустом          |                                                               | Дејан Мијач            | Југословенско драмско позориште | 25. мај 1990.       |
| Народни посланик                       | Секулић                                                       | Дејан Мијач            | Југословенско драмско позориште | 15. март 1991.      |
| Оксиморон                              | Судија                                                        | Дејан Мијач            | Култ театар                     | 6. април 1994.      |
| Будибогснама                           | Бик Који Седи                                                 | Дејан Мијач            | Култ театар                     | 18. мај 1995.       |
| Госпођа министарка                     | Теча Панта                                                    | Дејан Мијач            | Југословенско драмско позориште | 11. јануар 1996.    |
| Лажи цар Шћепан мали                   | Књаз Долгоруков                                               | Дејан Мијач            | Црногорско народно позориште    | 3. октобар 1997.    |
| Лари Томпсон, трагедија једне младости | Глумац Бели                                                   | Душан Ковачевић        | Звездара театар                 | 26. октобар 1996.   |
| Мртве душе                             | Пљушкин                                                       | Дејан Мијач            | Југословенско драмско позориште | 6. мај 1998.        |
| Лаки комад                             | Ђорђе                                                         | Даријан Михајловић     | Крушевачко позориште            | 5. мај 2000.        |
| Тулумбус                               | Мирослав Д. Прдић                                             | Јагош Марковић         | Атеље 212                       | 30. октобар 2000.   |
| Пацоловац                              | Валдемар                                                      | Даријан Михајловић     | Крушевачко позориште            | 22. април 2001.     |
| Обично вече                            |                                                               | Милан Гутовић          | Позориште Славија               | 9. мај 2002.        |
| Догодине у исто време                  |                                                               | Божидар Ђуровић        | Позориште Славија               | 9. мај 2002.        |
| Пустолов                               |                                                               |                        | Позориште Славија               | 2. децембар 2002.   |
| Лажни цар                              |                                                               | Бранислав Мићуновић    | Црногорско народно позориште    | 1. новембар 2003.   |
| Згази ме                               | глас                                                          | Југ Радивојевић        | Позориште Славија               | 28. април 2004.     |
| Превртач                               |                                                               | Божидар Ђуровић        | Позориште Славија               | 28. јун 2005.       |
| Изгубљена форма                        |                                                               | Милан Гутовић          | Позориште Славија               | 17. септембар 2005. |
| Спусти се на земљу                     |                                                               | Југ Радивојевић        | Позориште на Теразијама         | 19. јануар 2006.    |
| Лажа и паралажа                        | Алекса                                                        | Југ Радивојевић        | Народно позориште у Београду    | 25. март 2006.      |
| Не шетај се гола                       |                                                               | Вељко Мићуновић        | Позориште Славија               | 17. јун 2006.       |
| Ко се боји Вирџиније Вулф?             | Џорџ                                                          | Дејан Волф             | Позориште Славија               | 2. јул 2006.        |
| Гагаринов пут                          | Френк                                                         | Маја Милатовић Овадиа  | Битеф театар                    | 3. фебруар 2007.    |
| Веселе жене виндзорске                 | Витез Џон Фалстаф                                             | Јиржи Менцл            | Народно позориште у Београду    | 29. март 2007.      |
| Маестро                                | Маестро                                                       | Славенко Салетовић     | Позориште Славија               | 12. октобар 2007.   |
| Вечера будала                          | Пињон Франсоа                                                 | Божидар Ђуровић        | Звездара театар                 | 11. јун 2008.       |
| Зачин                                  |                                                               | Милан Гутовић          | Позориште Славија               | 20. фебруар 2009.   |
| Сумњиво лице                           | Јеротије Пантић, срески капетан                               | Божидар Ђуровић        | Звездара театар                 | 10. октобар 2009.   |
| Златно теле                            | Остап Бендер                                                  | Горан Марковић         | Народно позориште у Београду    | 6. октобар 2010.    |
| Јавна личност                          | Љуба                                                          | Дарко Бајић            | Звездара театар                 | 2. фебруар 2011.    |
| Живот у тесним ципелама                | Љуба                                                          | Душан Ковачевић        | Звездара театар                 | 11. март 2011.      |
| Неспоразум                             | Стари                                                         | Вељко Мићуновић        | Народно позориште у Београду    | 10. децембар 2011.  |
| Чигра                                  | Жан                                                           | Божидар Ђуровић        | Звездара театар                 | 6. децембар 2012.   |
| Арт                                    | Иван                                                          | Миљан Прљета           | Београдско драмско позориште    | 21. фебруар 2015.   |
| Украђена личнос’                       |                                                               | Милан Гутовић          |                                 | 15. октобар 2016.   |
| Шупљи камен                            | Игор Петрович                                                 | Татјана Мандић Ригонат | Театар Вук                      | 15. мај 2018.       |
| Сумрак богова                          | Барон Јоаким                                                  | Јагош Марковић         | Београдско драмско позориште    | 1. октобар 2019.    |
| Арзамас                                | Смрт                                                          | Љиљана Тодоровић       | Звездара театар                 | 24. децембар 2019.  |
| Путујуће позориште Шопаловић           | Василије Шопаловић                                            | Јагош Марковић         | Југословенско драмско позориште | 8. март 2020.       |

### Филмографија
| Год.       | Назив                                                    | Улога                                        |
| ---------- | -------------------------------------------------------- | -------------------------------------------- |
| 1960-е▲    |                                                          |                                              |
| 1965.      | Проверено, нема мина                                     | Младић на улици                              |
| 1967.      | Ох, дивљино (ТВ филм)                                    |                                              |
| 1967.      | Височка хроника (серија)                                 | Маркс                                        |
| 1968.      | Невероватни цилиндер Њ. В. краља Кристијана (ТВ филм)    |                                              |
| 1968.      | Бекства                                                  | Скојевац                                     |
| 1968.      | Максим нашег доба (серија)                               |                                              |
| 1969.      | Величанствени рогоња (ТВ филм)                           | Естриго                                      |
| 1969.      | Пут господина Перисона (ТВ филм)                         |                                              |
| 1969.      | Младићи и девојке 2 (серија)                             |                                              |
| 1969.      | Хајде да се играмо (ТВ филм)                             |                                              |
| 1969.      | Преко мртвих (ТВ филм)                                   | Драгослав Стојановић                         |
| 1969.      | Лећи на руду (ТВ филм)                                   |                                              |
| 1969.      | Плава Јеврејка (ТВ филм)                                 |                                              |
| 1969.      | Код зеленог папагаја (ТВ филм)                           |                                              |
| 1970-е▲    |                                                          |                                              |
| 1970.      | Изгубљени син (ТВ филм)                                  |                                              |
| 1970.      | Крунисање (ТВ филм)                                      |                                              |
| 1970.      | Наши манири (ТВ филм)                                    |                                              |
| 1970.      | Француски без муке (ТВ филм)                             |                                              |
| 1970.      | Лепа парада                                              | Стеван                                       |
| 1971.      | Суђење Флоберу (ТВ филм)                                 |                                              |
| 1971.      | Дипломци (серија)                                        | Драгутин Гута Павловић                       |
| 1972.      | Амфитрион 38 (ТВ филм)                                   |                                              |
| 1972.      | Смех са сцене: Југословенско драмско позориште (ТВ филм) |                                              |
| 1972.      | Пораз (ТВ филм)                                          |                                              |
| 1972.      | Прождрљивост (ТВ филм)                                   |                                              |
| 1972.      | Муса из циркуса (ТВ филм)                                |                                              |
| 1972.      | Девојка са Космаја                                       |                                              |
| 1972.      | Село без сељака (серија)                                 |                                              |
| 1972.      | Чучук Стана (ТВ филм)                                    | Хајдук Вељко Петровић                        |
| 1972.      | Трагови црне девојке                                     |                                              |
| 1973.      | Образ уз образ (серија)                                  | Лане                                         |
| 1973.      | Дубравка (ТВ филм)                                       |                                              |
| 1973.      | Од данас до сутра (серија)                               |                                              |
| 1973.      | Браунингова верзија (ТВ филм)                            |                                              |
| 1973.      | Бела кошуља (ТВ филм)                                    | Југ                                          |
| 1973.      | Сутјеска                                                 |                                              |
| 1973.      | Позориште у кући (серија)                                | Кућни помоћник                               |
| 1974.      | Мери Роуз (ТВ филм)                                      |                                              |
| 1974.      | СБ затвара круг                                          | Бобан                                        |
| 1974.      | Батаљон је одлучио (кратки филм)                         |                                              |
| 1975.      | Синови (ТВ филм)                                         | Принц                                        |
| 1975.      | Тена (ТВ филм)                                           |                                              |
| 1975.      | Лепеза (серија)                                          |                                              |
| 1975.      | Награда године (ТВ филм)                                 |                                              |
| 1975.      | Живот је леп (серија)                                    | Довниковић                                   |
| 1976.      | Повратак отписаних                                       | Капетан Тодоровић                            |
| 1976.      | Београдска деца (ТВ филм)                                |                                              |
| 1976.      | Морава 76 (серија)                                       |                                              |
| 1976.      | Част ми је позвати вас (серија)                          | Лане                                         |
| 1976.      | Први гарнизон (кратки филм)                              |                                              |
| 1977.      | Микеланђело Буонароти (ТВ филм)                          |                                              |
| 1977.      | Професионалци (серија)                                   |                                              |
| 1977.      | Усијане главе (серија)                                   | Бумбаширевић                                 |
| 1977.      | Један дан (ТВ филм)                                      |                                              |
| 1977.      | Под истрагом (ТВ филм)                                   | Ђоле                                         |
| 1978.      | Маска (ТВ филм)                                          | Чезаре                                       |
| 1978.      | Повратак отписаних (серија)                              | Капетан Тодоровић                            |
| 1978.      | Госпођа министарка (ТВ филм)                             | Чеда Урошевић                                |
| 1979.      | Срећна породица                                          | Учитељ тениса                                |
| 1979.      | Срећна породица (серија)                                 | Учитељ тениса                                |
| 1979.      | Другарчине                                               | Поручник Илић                                |
| 1979.      | Иван Горан Ковачић (ТВ филм)                             |                                              |
| 1980-е▲    |                                                          |                                              |
| 1980.      | Било, па прошло (серија)                                 |                                              |
| 1981.      | Кир Јања (ТВ филм)                                       | Мишић „Нотарош”                              |
| 1981.      | Берлин капут                                             |                                              |
| 1981.      | Газија                                                   | Морић                                        |
| 1981.      | Лаф у срцу                                               | Срећко Шојић                                 |
| 1981.      | 500 када (ТВ филм)                                       | Цојко                                        |
| 1981.      | Ерогена зона                                             | Момчило „Моца” Стојисављевић                 |
| 1981.      | Светозар Марковић (серија)                               | Сава Грујић                                  |
| 1981.      | Седам секретара СКОЈ-а (серија)                          | Мијо Орешки                                  |
| 1982.      | Тесна кожа                                               | Срећко Шојић                                 |
| 1982.      | Стеница (ТВ филм)                                        | Пришипкин                                    |
| 1982.      | Кројачи џинса (ТВ филм)                                  | Пакито                                       |
| 1982.      | Четвртак уместо петка (ТВ филм)                          | Лане                                         |
| 1983.      | Развојни пут Боре Шнајдера (ТВ филм)                     | Витомир Камбасковић                          |
| 1983.      | Још овај пут                                             | Васа, отмичар младе                          |
| 1983.      | Освајање среће (серија)                                  |                                              |
| 1984.      | Целовечерњи тхе Кид (ТВ филм)                            | Дон Франциско ЛП                             |
| 1984.      | Не тако давно (серија)                                   |                                              |
| 1984.      | Улични певачи (серија)                                   |                                              |
| 1984.      | Увек са вама (серија)                                    | Лане                                         |
| 1984.      | Формула 1 (серија)                                       |                                              |
| 1984.      | Калеидоскоп двадесетог века (ТВ филм)                    |                                              |
| 1985.      | Дај ми крила један круг (серија)                         | Биљан                                        |
| 1985.      | Индијско огледало                                        | судија                                       |
| 1985.      | Дебели и мршави                                          | Богољуб Јакшић — Кнедла / др Мирослав Штрукл |
| 1986.      | Црна Марија                                              | Коџа                                         |
| 1986.      | Фрка (серија)                                            |                                              |
| 1986.      | Мајстор и Шампита                                        | Ласло Фогел „Марципан”                       |
| 1986.      | Шмекер                                                   | Неша фотограф                                |
| 1987.      | Догодило се на данашњи дан                               | циркусант                                    |
| 1987.      | Бољи живот (серија)                                      | Ђан Карло Мароти                             |
| 1987.      | Тесна кожа 2                                             | Срећко Шојић                                 |
| 1988.      | Шпијун на штиклама                                       | Нарцис / Нарциса Зец                         |
| 1988.      | Вук Караџић (серија)                                     | сердар Стеван Перков                         |
| 1988.      | Ортаци                                                   | Сима                                         |
| 1988.      | Тесна кожа 3                                             | Срећко Шојић                                 |
| 1989.      | Полтрон                                                  | Јанез Липовсек                               |
| 1989.      | Бој на Косову                                            | Иван Косанчић                                |
| 1989.      | Специјална редакција (серија)                            |                                              |
| 1989—1993. | Метла без дршке (серија)                                 | Огњен, Златков отац                          |
| 1990-е▲    |                                                          |                                              |
| 1990.      | Покојник (ТВ филм)                                       | Младен Ђаковић                               |
| 1990.      | Сумњиво лице (ТВ филм)                                   | Алекса Жунић                                 |
| 1991.      | Холивуд или пропаст (ТВ филм)                            |                                              |
| 1991.      | Тесна кожа 4                                             | Срећко Шојић                                 |
| 1994—2024. | Отворена врата (серија)                                  | Драгослав Јаковљевић                         |
| 1996.      | Пустолов (серија)                                        | Пустолов                                     |
| 1998.      | Канал мимо (серија)                                      | Јеленко                                      |
| 1998.      | Код луде птице (серија)                                  | расветљивач                                  |
| 2000-е▲    |                                                          |                                              |
| 2002.      | Заједничко путовање (ТВ филм)                            | Јоаким Вујић                                 |
| 2002—2015. | Вршачка позоришна јесен (серија)                         |                                              |
| 2003.      | Мали свет                                                | свештеник                                    |
| 2003.      | Не може да шкоди (серија)                                |                                              |
| 2004.      | Шарене каже (серија)                                     |                                              |
| 2004.      | Te quiero, Радиша (ТВ филм)                                       | Радиша Радишић — Љути                        |
| 2005.      | Имам нешто важно да вам кажем                            | Директор                                     |
| 2006.      | Условна слобода                                          | Озрен Ћук                                    |
| 2006.      | Седам и по                                               | Водитељ                                      |
| 2006—2011. | Бела лађа (серија)                                       | Срећко Шојић                                 |
| 2007.      | Оно наше што некад бејаше (серија)                       | Ћир Манта                                    |
| 2008.      | Неки чудни људи (серија)                                 | Лазар Гашић                                  |
| 2010-е▲    |                                                          |                                              |
| 2010.      | Шесто чуло (серија)                                      |                                              |
| 2010.      | Златно теле (ТВ филм)                                    |                                              |
| 2011.      | Мали љубавни бог                                         | Милан                                        |
| 2013.      | Тесна кожа 5                                             | Срећко Шојић                                 |
| 2014.      | Мала историја Србије (серија)                            | Лане                                         |
| 2017.      | Врати се Зоне                                            | Јордан, Манулаћев отац                       |
| 2017.      | Државни посао (серија)                                   | Адвокат Атанасије хаџи Тонић                 |
| 2020-е▲    |                                                          |                                              |
| 2021.      | Неспоразум                                               |                                              |
| 2021.      | Није лоше бити човек                                     |                                              |

## Додатни извори
- „„Gagarinov put“ u Bitef teatru”. Данас. 17. 1. 2007. Приступљено 30. 8. 2021.
- Džodan, Neven (29. 12. 2009). „Političari se prave da nisu Šojić”. Блиц. Приступљено 29. 12. 2009.
- Стругар, Вукица (6. 4. 2011). „Милан Гутовић: Они су озбиљни, а земља смешна”. Вечерње новости. Приступљено 7. 4. 2011.
- Milojković, Simonida (22. 12. 2011). „Lane Gutović: Sad ne bih pristao ni na 7.000 evra, tražio bih više”. Блиц. Приступљено 22. 12. 2011.
- „Svašta”. hocupozoriste.rs. Приступљено 30. 8. 2021.
- Stojanović, Nikola (4. 12. 2017). „Milan Lane Gutović: Kada je publika nezainteresovana za neku predstavu, znak je da joj se sveti za osrednjost”. adriadaily.com. Архивирано из оригинала 11. 01. 2019. г. Приступљено 11. 1. 2019.
- Pivljanin, Ranko (3. 3. 2019). „Intervju Lane Gutović: U zemlji u kojoj je ovoliko junaka, izdajice moraju da se potrude”. Блиц. Приступљено 6. 3. 2019.
- Голубовић-Требјешанин, Борка (1. 10. 2019). „Љубав и породица се плански искључују из нашег живота”. Политика. Приступљено 4. 10. 2019.
- Jovović, Pero (28. 4. 2020). „Lane Gutović: Vlast vidi zločince u onima koji ne ćute”. Нова С. Приступљено 13. 7. 2020.
- Kalaba, Ana (12. 7. 2020). „Lane Gutović: Drapamo se po mestima koja nas ne svrbe”. Нова С. Приступљено 13. 7. 2020.
- Апостоловски, Александар (29. 8. 2021). „Ланетов тестамент Србима”. Политика. Приступљено 1. 9. 2021.
- Радошевић, Мирјана (28. 8. 2021). „Прекинути лет колибрија”. Политика. Приступљено 15. 10. 2021.
- Голубовић-Требјешанин, Борка (27. 8. 2021). „Пркосни принц глуме”. Политика. Приступљено 15. 10. 2021.